# Graphomya paucimaculata
Graphomya paucimaculata är en tvåvingeart som först beskrevs av Ouchi 1938.  Graphomya paucimaculata ingår i släktet Graphomya och familjen husflugor. Inga underarter finns listade i Catalogue of Life.